# 粉芽

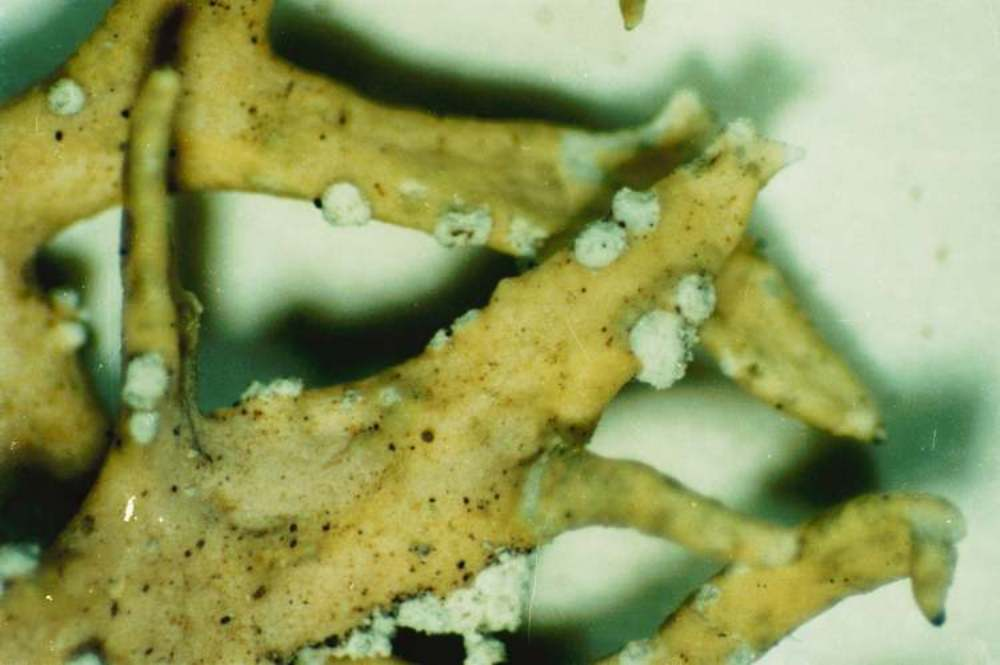
橡苔的粉芽

粉芽（soredium，複數為soredia）是地衣常見的一種無性生殖構造，為外觀呈粉狀的繁殖體，由地衣中真菌的菌絲包裹共生的綠藻或藍綠菌而形成。粉芽可能散布於地衣的表面，也可能集中於一個區域，形成粉芽堆（soralia）。粉芽可以風力等方式散播到別處，以產生新的地衣。